# Bergtjärnen (Tåsjö socken, Ångermanland, 715001-147804)
Bergtjärnen är en sjö i Strömsunds kommun i Ångermanland och ingår i Ångermanälvens huvudavrinningsområde.